# Северюхинский
Северюхинский  — упразднённый в 2005 году поселок Михайловского сельсовета в Архангельском районе Республики Башкортостан.

## История
по  состоянию  на  1  июля 1972 года входил в  Михайловский сельсовет. Преобладающая национальность - русские.
по  состоянию  на 1 сентября 1981 года входил в   Михайловский сельсовет.  Преобладающая национальность - русские.
Закон «О внесении изменений в административно-территориальное устройство Республики Башкортостан в связи с образованием, объединением, упразднением и изменением статуса населенных пунктов, переносом административных центров» от 20 июля 2005 года N 211-з постановил:

ст. 4. Упразднить следующие населенные пункты:

2) в Архангельском районе

г) поселок Северюхинский Михайловского сельсовета

## География
Находился в лесистой местности у небольшой реки Бися.

## Географическое положение
По  состоянию  на 1 сентября 1981 года расстояние до :
- районного центра (Архангельское): 51 км.,
- центра сельсовета (Михайловка): 11 км.,
- ближайшей железнодорожной станции (Равтау): 41 км.